# فيلي بيلي
فيلي بيلي (بالإنجليزية: Willie Bailey)‏ هو سياسي أمريكي، ولد في 25 أبريل 1946 في الولايات المتحدة. حزبياً، نشط في الحزب الديمقراطي. وقد انتخب عضو مجلس نواب مسيسيبي.